# Ptilinopus purpuratus
Ptilinopus purpuratus е вид птица от семейство Гълъбови (Columbidae).

## Разпространение
Видът е разпространен във Френска Полинезия.